# Обратеево
Обратеево — село в Дмитровском районе Орловской области. Входит в состав Столбищенского сельского поселения.

## География
Расположено на северо-востоке Дмитровского района, в 15 км к северо-востоку от Дмитровска в верховье реки Неруссы. В селе есть пруд на Неруссе. К юго-западу от Обратеева находится Орлов лог. Высота населённого пункта над уровнем моря — 258 м.

## История
Упоминается с 1620-х годов в составе Глодневского стана Комарицкой волости как село с храмом Николая Чудотворца. Мимо села проходил Свиной шлях — дорога, которую крымские татары использовали для набегов на русские земли.
С 1711 года Обратеево входило в состав вотчины молдавского князя Дмитрия Кантемира, дарованной ему Петром I. До 1778 года входило в состав Севского уезда. В 1778—1782 годах в составе Луганского уезда. С 1782 года в составе Дмитровского уезда Орловской губернии.
В 1853 году в селе было 63 двора, проживало 800 человек (по 400 мужского и женского пола). По данным 10-й ревизии 1858 года крестьяне Обратеева принадлежали графине Любови Александровне Мусиной-Пушкиной, дочери А. Г. Кушелева-Безбородко. В 1866 году в бывшем владельческом селе Обратеево было 65 дворов, проживало 797 человек (390 мужского пола и 407 женского), действовали 4 маслобойни. В 1877 году в селе было 87 дворов, проживало 843 человека, действовала школа. В то время Обратеево входило в состав Жихаревской волости Дмитровского уезда. В конце XIX века, после упразднения Жихаревской волости, село вошло в состав Волконской волости. В 1894 году землёй в Обратеево всё ещё владела графиня Л. А. Мусина-Пушкина. В 1897 году в селе проживало 1030 человек (483 мужского пола и 547 женского), всё население исповедовало православие. По данным 1897—1910 годов землевладельцами в Обратеево были Т. И. Рыбалова и Солнцев.
В Первой мировой войне участвовали жители села: Воронков Александр Григорьевич, Гулаков Николай Тихонович, Долгов Афанасий Петрович (?—1915), Долгов Егор Дмитриевич, Долгов Сергей Дмитриевич, Долгов Степан Николаевич (1896), Изотов Емельян Климович и другие.
В 1926 году в селе было 180 хозяйств (в т. ч. 178 крестьянского типа), проживало 976 человек (475 мужского пола и 501 женского), действовали: школа 1-й ступени, пункт ликвидации неграмотности, красный уголок, 2 кооперативных торговых заведения III разряда. В то время Обратеево было административным центром Обратеевского сельсовета Волконской волости Дмитровского уезда. С 1928 года в составе Дмитровского района. В 1937 году в селе было 159 дворов. К этому времени Обратеевский сельсовет был упразднён, село вошло в состав Столбищенского сельсовета. В 1930-е — 1940-е годы в селе действовал колхоз «Уголок Москвы».
Во время Великой Отечественной войны, с октября 1941 года по август 1943 года, находилось в зоне немецко-фашистской оккупации. Бои в районе Обратеева велись 21, 26, 30 октября 1941 года 42-й танковой бригадой 13-й армии и 15 августа 1943 года 682-м стрелковым полком 202-й стрелковой дивизии.

## Население
| 1853 | 1866 | 1877 | 1897  | 1926 | 1979 | 1980 |
| ---- | ---- | ---- | ----- | ---- | ---- | ---- |
| 800  | ↘797 | ↗843 | ↗1030 | ↘976 | ↘125 | ↘120 |
| 2002 | 2010 |      |       |      |      |      |
| ↘77  | ↘23  |      |       |      |      |      |

## Храм Николая Чудотворца
Основная статья: Храм Николая Чудотворца
В центре села находится полуразрушенный каменный Храм Николая Чудотворца 1888—1903 годов постройки. Является памятником градостроительства и архитектуры регионального значения.